# Sukarno

Sukarno (etwa 1949)

Sukarno (in zeitgenössischer Orthographie Soekarno; * 6. Juni 1901 in Surabaya, Java; † 21. Juni 1970 in Jakarta) war von 1945 bis 1967 der erste Präsident von Indonesien. In deutschen Quellen wird er auch Achmed Sukarno genannt, ein Beiname lautet Bung Karno oder Pak Karno („Bruder Karno“ bzw. „Herr Karno“). Sukarno ist der Vater der späteren Präsidentin Megawati Sukarnoputri.

## Leben
Sukarno gründete 1927 die Perserikatan Nasional Indonesia (PNI), die sich 1928 in Partai Nasional Indonesia umbenannte. Als Kopf der PNI war Sukarno neben Mohammad Hatta die zentrale Figur der nationalistischen Bewegung Indonesiens. Die PNI verweigerte die Zusammenarbeit mit der niederländischen Kolonialregierung und wollte eine Einheit der indigenen Bevölkerung innerhalb der Grenzen der Kolonie Niederländisch-Ostindien erreichen. Auf Grund einer repressiven Politik der Niederlande gegenüber indigenen Unabhängigkeitsbestrebungen in den 1930er Jahren wurde die nationalistische Bewegung in diesen Jahren stark reglementiert. Sukarno und Mohammad Hatta wurden ins Exil geschickt.
Während der japanischen Besatzungszeit (1942–1945) wurden antiwestliche Stimmungen und ein panasiatischer Nationalismus gefördert. In dieser Zeit arbeitete Sukarno mit den Japanern zusammen und konnte so seinen Stand als Führer der nationalistischen Bewegung festigen. So wurde er auch Mitglied der 62-köpfigen Kommission, die vom 29. Mai bis 1. Juni 1945 in Jakarta tagte, um die Unabhängigkeit Indonesiens vorzubereiten. Am letzten Tag der Versammlung hielt Sukarno eine berühmte Rede, in der er die fünf Prinzipien der Pancasila-Ideologie vorstellte. Sie wurde später unter dem Titel „Die Geburt der Pancasila“ veröffentlicht.
Nach der Niederlage der Japaner riefen Sukarno und Hatta am 17. August 1945 die Republik Indonesien aus und erklärten die Unabhängigkeit von den Niederlanden. Sukarno wurde am 13. November 1945 erster Präsident der Republik Indonesien und behielt das Amt bei den Wahlen von 1949 bis 1967.
Die Niederlande strebten zunächst danach, ihre Kolonie nach dem Zweiten Weltkrieg und der Besetzung durch die Japaner erneut zu beanspruchen. Die erneute Annexion scheiterte jedoch am Widerstand einer nationalen Befreiungsbewegung. Dem folgte ein Krieg der ehemaligen Kolonialherren gegen jegliche Unabhängigkeitsbestrebungen, bei dem in den Jahren 1945–1949 ca. 300.000 Menschen getötet wurden. Opfer gab es hauptsächlich auf der Seite der indonesischen Befreiungsbewegung. Die Unabhängigkeit der Republik Indonesien wurde erst 1949 nach langen Verhandlungen mit den Nationalisten um den späteren Präsidenten Sukarno und auf Druck Großbritanniens, der UN und der USA möglich. Bis 1954 bestand noch eine lose Niederländisch-Indonesische Union, ehe sie von Sukarno wegen des niederländisch-indonesischen Streits um West-Neuguinea aufgekündigt wurde.

## Innenpolitik
Sukarnos Herrschaft stützte sich ideologisch auf die drei Säulen Nationalismus (indonesisch nasionalisme), Religion (agama) und Kommunismus (komunisme), abgekürzt Nasakom.
Das Akronym verbindet die drei politischen Hauptströmungen der postkolonialen Republik Indonesien, die bereits gemeinsam im Unabhängigkeitskrieg gegen die rückkehrwilligen Niederländer (1945–1949) gekämpft hatten. Das politische Konzept des Staatsgründers Sukarno würdigt damit die drei (parlamentarisch etwa gleich großen) gesellschaftlichen Gruppen mit der (garantierten) Möglichkeit auf politische Partizipation, verlangt aber auch ihre Einheit.
Seine Regierungszeit war jedoch von Spannungen zwischen kommunistischen, nationalistischen und islamistischen Kräften gekennzeichnet. Aufgrund der zunehmenden Spannungen stützte sich Sukarno mehr und mehr auf die Kräfte des Militärs zur Stabilisierung seiner Macht. Die Politik war stark nationalistisch ausgerichtet, um den Vielvölkerstaat zu stabilisieren, und orientierte sich wirtschaftlich teilweise am Kommunismus.
Ab 1959 herrschte Sukarno in einer „gelenkten Demokratie“ (Demokrasi Terpimpin) zunehmend autoritär über Indonesien, mit dem Ziel, die nationale Einheit der im Kontext des Kalten Krieges stark polarisierten politischen Lager zu bewahren. 1963 ließ er sich zum Präsidenten auf Lebenszeit wählen, vorgeblich um die Einheit der sich konstituierenden Indonesischen Nation, trotz der sich abzeichnenden Gewalt, zu wahren.

## Außenpolitik
Außenpolitisch fungierte Sukarno als Mitinitiator und Gastgeber der Bandung-Konferenz (1955), aus der sich später die progressive und antiimperialistische Bewegung der blockfreien Staaten konstituierte.
Er lehnte 1963 die Gründung des Nachbarstaates Malaysia ab, dem er britischen Imperialismus vorwarf.
Dies führte zur sogenannten „Konfrontasi“ zwischen den ehemaligen Kolonien. 1965 trat Indonesien demonstrativ aus den Vereinten Nationen aus, u. a. um gegen den als Nekolim (Neokolonialismus/Imperialismus) bezeichneten, weiterhin bestehenden Einfluss der ehemaligen britischen Kolonie zu opponieren.

## Umsturzversuch, Massaker und Entmachtung

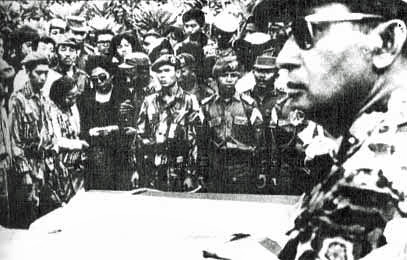
General Suharto bei einer Beerdigung 1965

Ebenfalls 1965 folgte ein angeblicher Putschversuch der kommunistischen Partei Indonesiens (PKI), die zu dieser Zeit an der Sukarnoschen Einheitsregierung beteiligt war. Die wirklichen Hintergründe dieses Umsturzes liegen bis dato im Dunkeln, hatten jedoch einen antikommunistischen und proamerikanischen Gegenputsch durch General Suharto zur Folge.
Suharto machte die Kommunistische Partei für den Putschversuch 1965 verantwortlich. Die Armee und islamische Kämpfer töteten in den folgenden Monaten 500.000 bis zu 3 Millionen Kommunisten, vermeintliche Anhänger und politische Gegner und damit nahezu das gesamte linke Spektrum Indonesiens. Gleichzeitig brachen jahrhundertealte Ressentiments gegen die chinesische Minderheit auf und mündeten in Pogromen gegen chinesischstämmige Indonesier. (Siehe Massaker in Indonesien 1965–1966.)
Suharto gewann in der Folge, geheimdienstlich unterstützt von der amerikanischen Central Intelligence Agency (CIA) und mutmaßlich auch vom deutschen Bundesnachrichtendienst (BND), immer mehr an Macht, konnte den Putsch zu seinen Gunsten umdeuten und Sukarno schrittweise entmachten. Die genauen Umstände der damaligen Ereignisse, die sowohl inner-indonesische Ursachen hatten als auch als Stellvertreterkonflikt im Rahmen der Ost-West-Konfrontation geführt wurden, sind bis heute nicht geklärt. Da Sukarno an seinem bisherigen politischen Programm festhielt und die Beteiligung an einer Militärregierung ablehnte, zwang ihn die Armee am 11. März 1966 zur Übergabe der Regierungsgeschäfte an Suharto. Außerdem wurde ihm der Titel Präsident auf Lebenszeit aberkannt. Sukarno trat schließlich am 22. Februar 1967 offiziell als Staatsoberhaupt zurück und wurde unter Hausarrest gestellt. Sukarno verstarb am 21. Juni 1970 im Militärkrankenhaus Gatot Soebroto in Jakarta an Nierenversagen.

## Ehrungen
Zu Ehren von Sukarno und Hatta trägt der 1985 eröffnete internationale Flughafen von Jakarta-Cenkareng den Namen Bandara Internasional Soekarno-Hatta. Dabei wird beim Flughafen weiterhin die niederländische Bezeichnung von Sukarnos Namen genutzt.

## Schriften
- Nationalism, Islam and Marxism. Translated by Karel H. Warouw and Peter D. Weldon. Modern Indonesia Project, Ithaca, New York 1970. (Beruht auf einer Serie von Artikeln, die Sukarno 1926 auf Indonesisch veröffentlichte).
- Indonesia vs Fasisme. Pen. Media Pressindo, Yogyakarta 2000. (Politische Analyse des indonesischen Nationalismus im Widerspruch zum Faschismus. Beruht auf einer Serie von Artikeln, die Sukarno 1941 auf Indonesisch veröffentlichte).